# 해피 투어
《해피 투어》(영어: Pontiac Moon)는 미국에서 제작된 페테르 메다크 감독의 1994년 모험 영화이다. 테드 댄슨, 메리 스틴버전 등이 출연하였고, 로버트 섀플 등이 제작에 참여하였다.

## 출연진
- 테드 댄슨
- 메리 스틴버전
- 라이언 토드
- 에릭 슈웨이그
- 캐시 모리아티
- 맥스 게일
- 존 셕
- 돈 스웨이지

## 기타 제작진
- 협력 제작: 핀 테일러
- 배역: 재닛 허션슨, 제인 젱킨스
- 미술: 제프리 비크로프트
- 의상: 루스 마이어스, 페기 A. 슈니처